# Rhizanthella

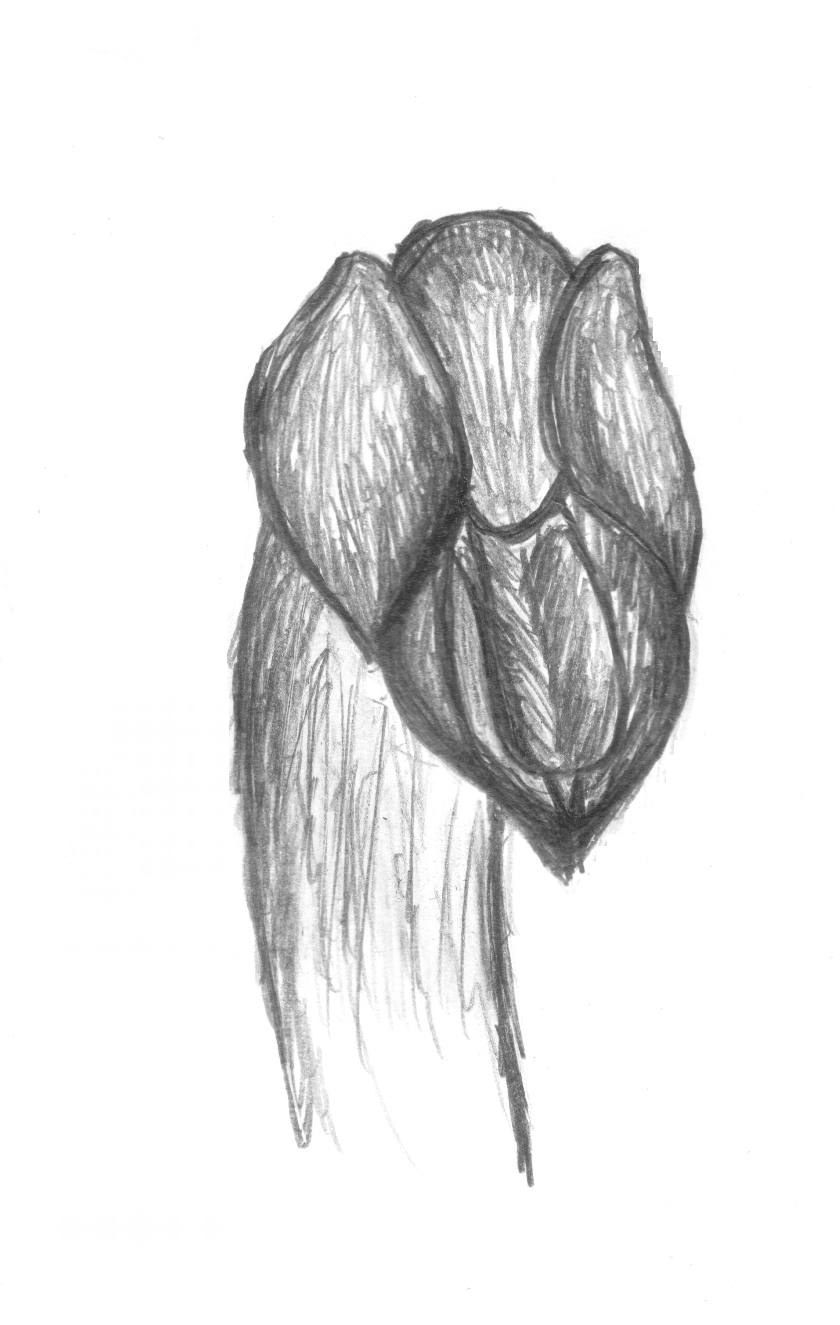
Einzelne Blüte
(Rhizanthella gardneri), Illustration

Rhizanthella ist eine Gattung aus der Familie der Orchideen. Die vier bekannten Arten der Gattung sind in Australien beheimatet und leben als einzige Orchideen vollständig unterirdisch.

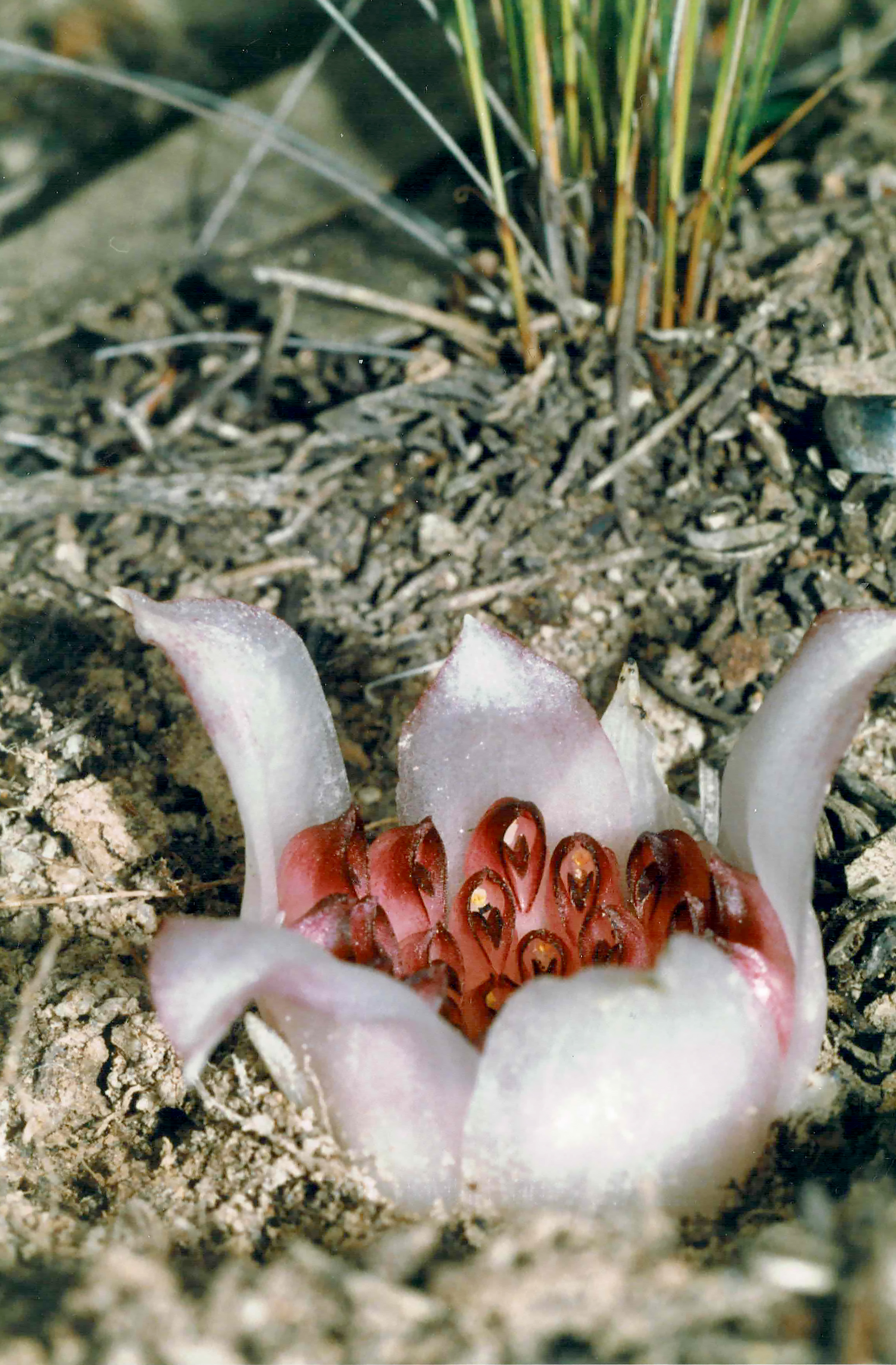
Rhizanthella johnstonii

## Merkmale
Alle Arten der Gattung sind blatt- und wurzellose, unterirdische Pflanzen. Sie haben die Photosynthese vollständig aufgegeben und bilden dementsprechend kein Chlorophyll mehr, stattdessen leben sie myko-heterotroph. Als sogenannte mykoheterotrophe Pflanze ernährt sich Rhizanthella gardneri dabei von arbuskulären Mykorrhizapilzen, die wiederum in einer Symbiose mit umliegenden Pflanzen leben.
Das 5 bis 15 Millimeter dicke und 3 bis 15 Zentimeter lange Rhizom der Pflanzen ist schwach verzweigt, weiß und fleischig. In regelmäßigen Abständen wächst aus dem Rhizom bis unmittelbar unter die Erdoberfläche ein sogenanntes Capitulum, ein aufrechter Blütenkopf mit einem Durchmesser von 15 bis 25 Millimetern, der von fleischigen Hochblättern eingefasst ist, deren Spitzen gelegentlich die Erdoberfläche durchbrechen. Die zwischen 8 und 90 kurzen, röhrenförmigen Einzelblüten sind spiralförmig im oben abgeflachten Capitulum arrangiert und von rotbrauner, rötlicher oder dunkelvioletter Farbe. Als Bestäuber dienen vermutlich kleine Fliegen.
Auch nach der Blüte verlängert sich der Stängel nicht und die Samen reifen unterirdisch. Die Verbreitung der Samen geschieht vermutlich durch Beutelsäuger, die die fleischigen Samenkapseln fressen und die Samen mit dem Kot wieder ausscheiden.

## Vorkommen / Botanische Geschichte
Im Jahr 1928 wurden die ersten Pflanzen der Gattung Rhizanthella in der Nähe der westaustralischen Stadt Perth entdeckt. Es handelte sich um Rhizanthella gardneri, die bis 1960 an sieben weiteren Wuchsorten in Westaustralien gefunden wurde.
Im Jahr 1931 wurde dann im Grenzgebiet von New South Wales zu Queensland in einem Eukalyptuswald die zweite Art dieser Gattung gefunden. Sie wurde von Herman Montague Rucker Rupp im Jahr 1932 als Crypthanthemis slateri beschrieben und im Jahr 1984 als Rhizanthella slateri der Gattung Rhizanthella zugeordnet.
2006 wurde, anhand zweier bereits 1958 im Lamington-Nationalpark gesammelter Exemplare, die dritte Art der Gattung beschrieben, Rhizanthella omissa. Als vierte Art wurde 2018 Rhizanthella johnstonii erstbeschrieben.
Aufgrund ihrer Seltenheit sind alle Arten als Vulnerable (= gefährdet) eingestuft.

## Systematik
- Rhizanthella gardneri R. S. Rogers  – Typusart: Sie kommt im südwestlichen Australien vor.[2]
- Rhizanthella johnstonii K.W.Dixon & Christenh. : Die 2018 erstbeschriebene Art kommt in Western Australia vor.[2]
- Rhizanthella omissa D.L.Jones & M.A.Clem. : Sie kommt in Queensland vor.[2]
- Rhizanthella slateri (Rupp) M.A.Clem. & P.J.Cribb  (Syn.: Cryptanthemis slateri Rupp): Sie kommt vom südöstlichen Queensland bis zum östlichen New South Wales vor.[2]

## Nachweise
- David L. Jones: A complete guide to native orchids of Australia: including the island territories., Frenchs Forest, 2006, ISBN 1-877069-12-4.
- Rudolf Schlechter: Die Orchideen. 4 Bd.& Regist. Überarb. von Karlheinz Senghas. Blackwell-Wiss.-Verl., Berlin/Wien 2003 (3. Aufl.), ISBN 3-8263-3410-8.